# Hans G. Leser
Hans Georg Leser (* 25. November 1928 in Konstanz; † 15. Februar 2015 ebenda) war ein deutscher Rechtswissenschaftler. Er wirkte ab 1968 als ordentlicher Professor für Bürgerliches Recht, Gesellschaftsrecht und Rechtsvergleichung an der Universität Marburg.

## Leben
Hans Leser, Sohn von Johanna Leser, geborene Tavernier, und des Professors Ernst Th. Leser, verbracht seine Schulzeit in Konstanz und besuchte ein Gymnasium. Von 1948 bis 1952 studierte er in Tübingen, München und in Freiburg. 1952 heiratete er. Die Promotion zum Dr. jur. erfolgte – im selben Jahr wie das Assessorexamen (die Große juristische Staatsprüfung) – 1956 unter Ernst von Caemmerer, dessen Werke er später herausgab, an der Universität Freiburg. Hierauf verbrachte er mehrere Jahre an der University of Chicago, wo er bei und mit Max Rheinstein arbeitete, durch den er wesentlich als Rechtsvergleicher geprägt wurde (M.C.L. 1959). 1968 habilitierte er sich in Freiburg zu den Themen Bürgerliches Recht und Handelsrecht, Rechtsvergleichung und – ungewöhnlich – Juristische Bibliothekslehre.
Im selben Jahr erhielt er den Ruf auf einen Lehrstuhl für Bürgerliches Recht und Rechtsvergleichung an der Philipps-Universität Marburg, der er sein aktives Leben über trotz anderer  Möglichkeiten, u. a. einem Ruf nach Bayreuth, bis zu seiner Emeritierung im Jahre 1996 treu blieb. Zu seinen Schülern zählen u. a. Ingo Saenger, Wolfgang Drechsler und Matei Hoffmann.
Von 1965 bis 1978 war er im Vorstand der International Association of Law Libraries, 1971–1974 deren erster deutscher Präsident.
Auch in der Wirtschaft war Leser, zumal in Bei- und Aufsichtsräten, aktiv. U.a. war er 1975–1999 Beiratsvorsitzender der Darmstädter Privatbrauerei.
Hans G. Leser war evangelisch, ab 1952 mit Marianne Leser, geborene Wunderle, verheiratet und hatte zwei Kinder (Hans-Georg und Sabine).

## Werk
Obwohl Experte für das Bürgerliche Recht, dem auch seine Dissertation und seine besonders wichtige, auch zurzeit noch zu den Standardwerken gerechnete Habilitation Der Rücktritt vom Vertrag gelten, liegt Lesers Bedeutung für die institutionelle Rechtswissenschaft wohl primär auf dem Gebiet der Rechtsvergleichung. Er gehörte zu den wichtigsten Personen der Etablierung der Rechtsvergleichung nach dem Zweiten Weltkrieg und insbesondere der Rückführung der rechtsvergleichenden Tradition der Weimarer Republik nach Deutschland. In diesem Zusammenhang müssen seine sorgfältigen Ausgaben der Werke von Ernst Rabel und Max Rheinstein gesehen werden. In den letzten Jahrzehnten seines Schaffens widmete sich Leser insbesondere der Rechtsvergleichung mit Ostasien, auch im Rahmen von zahlreichen Gastprofessuren (etwa in Baton Rouge in den USA und Poitiers in Frankreich), insbesondere in Japan (Chuo, Tokio). Die Etablierung einer japanischen Rechtswissenschaft in Deutschland wurde von ihm entscheidend gefördert.

## Veröffentlichungen (Auswahl)
- Von der Saldotheorie zum faktischen Synallagma. 1956.
- (Hrsg.): Ernst Rabel: Gesammelte Aufsätze, 3 Bde., Tübingen: Mohr Siebeck, 1965 (I–II), 1967 (III).
- (Hrsg.): Ernst von Caemmerer: Gesammelte Schriften, 3 Bde., Tübingen: Mohr Siebeck, 1968 (I–II), 1983 (III).
- Der Rücktritt vom Vertrag. Abwicklungsverhältnis und Gestaltungsbefugnisse bei Leistungsstörungen. Mohr  Tübingen 1975.
- (Hrsg.): Max Rheinstein: Gesammelte Schriften, 2 Bde. Mor Siebeck, Tübingen 1979.
- mit N. Horn und H. Kötz;: German Private and Commercial Law: An Introduction. Oxford University Press, Oxford 1982.
- Nachruf auf Ernst von Caemmerer, Juristenzeitung, Bd. 40 (1985), S. 735–736.
- (mit Wolfgang Freiherr Marschall von Bieberstein): Vom Umgang mit juristischer Literatur, 2. Aufl., Frankfurt/Main: Bockenheimer Bücherwarte, 1986.
- (Hrsg.): Ein Jahrhundert Deutsch-Japanische Rechtswissenschaft. Verleihung der Ehrendoktorwürde des Fachbereichs Rechtswissenschaften der Philipps-Universität Marburg an Professor Dr. Zentaro Kitagawa am 12. Juli 1989 in Marburg an der Lahn, Marburg: Institut für Rechtsvergleichung, 1990.

## Auszeichnungen
- Ehrendoktorwürde der Universität Poitiers 1991.
- Ehrendoktorwürde der Universität Kent 1994.